# Mujeres ayunadoras

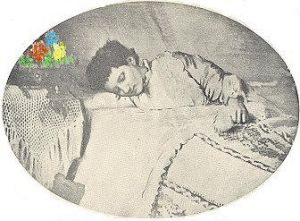
Mollie Fancher

Las chicas ayunadoras (en inglés, fasting girls) eran mujeres jóvenes de la época victoriana, usualmente preadolescentes, que afirmaban que podían sobrevivir largos períodos de tiempo sin consumir comida u otra nutrición. Algunas no eran solo chicas que rehusaban la comida, sino que también atraían la atención a su ayuno afirmando tener poderes especiales religiosos o mágicos.
La capacidad de sobrevivir sin nutrición fue atribuida a algunas santas durante la Edad Media, y se consideraba un milagro y una señal de santidad (anorexia mirabilis). A fines del siglo XIX se dieron numerosos casos de chicas que ayunaban en el mundo anglosajón. Los creyentes consideraban estos casos como milagrosos. En algunos casos, las chicas ayunadoras también sufrían los estigmas de la pasión de Cristo. Los médicos, sin embargo, atribuían el fenómeno a fraude y a histeria de las jóvenes. La periodista neoyorquina Carol Lawson dijo que fue la primera versión de la luego denominada anorexia.

## Mollie Fancher
Mollie Fancher, conocida como el Enigma de Brooklyn, era muy conocida por sus declaraciones de que no comía durante largos períodos de tiempo. Asistió a una escuela prestigiosa y según todos los informes fue una estudiante excelente. A la edad de 16 años se le diagnosticó dispepsia. Alrededor de los 19 años se publicaron informes de que se había abstenido de comer durante siete semanas.
Después de dos accidentes, en 1864 y 1865, se hizo famosa por su capacidad de abstenerse de la comida. Como resultado de los accidentes, Mollie Fancher perdió su capacidad de ver, tocar, saborear, y oler. Afirmó tener poderes que incluían la capacidad de leer sin la vista y de predecir acontecimientos.
A fines de 1870 afirmó que podía no comer nada durante meses. Sus afirmaciones de ausencia de comida duraron los 14 años siguientes. Los médicos y el público comenzaron a cuestionar sus capacidades y pidieron que se realizaran pruebas para determinar la verdad de sus afirmaciones. Las afirmaciones de abstinencia de comida no se verificaron nunca, y murió en febrero de 1916.

## Sara Jacob
Un caso trágico fue el de Sarah Jacob (12 de mayo de 1857-17 de diciembre de 1869), «la chica ayunadora de Gales» (Welsh fasting girl), que afirmaba no haber comido nada desde la edad de doce años. Un vicario local convenció al público de que el caso era auténtico. La chica obtuvo publicidad un largo periodo, durante el cual recibió numerosos regalos y donaciones de personas que creían que era milagrosa, pero los médicos eran cada vez más escépticos sobre sus afirmaciones.
Los doctores eventualmente propusieron que se sometiera a vigilancia en un hospital para ver si sus afirmaciones sobre el ayuno eran ciertas. En 1869, sus padres aceptaron que se sometiera a una prueba bajo la supervisión estricta de las enfermeras del Hospital de Guy. Las enfermeras recibieron instrucciones de no negar la comida a Sarah Jacob si la pedía, pero que si la recibía se debía observar y registrar. Después de dos semanas empezó a mostrar signos de inanición.
El vicario dijo a los padres que ella no estaba bien y que las enfermeras debían retirarse para que ella aceptara comer algo. Los padres se rehusaron. Continuaron rehusando incluso cuando fueron informados de que la chica se estaba muriendo, insistiendo en que la habían visto así antes muchas veces, y que la falta de comida no tenía nada que ver con sus síntomas. Sarah Jacob murió de inanición unos días más tarde, porque en su casa (meses antes) consumía muy pequeñas cantidades de comida en secreto, lo que ya no había podido hacer bajo la supervisión médica. Sus padres fueron condenados por homicidio y sentenciados a trabajos forzados.

## Leonora Eaton
Otro caso fue el de Leonora Eaton de Nueva Jersey, en 1881. Ciudadanos prestigiosos del pueblo de Eaton la promovieron como alguien que "vivía sin comer". Durante estas ocasiones Eaton fue señalada como "persona especial y símbolo de fe en lo milagroso". Cuando estas afirmaciones fueron investigadas y los médicos fueron a ayudarla, Eaton continuó rehusando comer, y murió después de cuarenta y cinco días.

## Intentos de comercialización del fenómeno
Como las chicas ayunadoras eran una gran rareza en la época victoriana, muchas empresas e individuos se apresuraron a darlas a conocer. En el caso de Josephine Marie Bedard, dos empresas diferentes de Boston, los dime museum Nickelodeon y Stone and Shaw, compitieron en los tribunales por el derecho a "exhibir a la chica" públicamente. Pero aunque se la utilizó para un beneficio comercial patente, había también un elemento de investigación científica respecto a Bedard como fenómeno médico. Aunque una junta de revisión institucional moderna no habría aprobado que estas jóvenes se sometieran al beneficio comercial, se permitió la costumbre en tiempos victorianos, como demuestran los ejemplos.

## Religiosas o santas ayunadoras
En un escrito de 1954, Bergen Evans llamó a Teresa Neumann (1898–1962)

la más famosa de las mujeres contemporáneas que no comían. El número de dignatarios eclesiásticos y médicos que han dado fe de la verdad de sus afirmaciones es impresionante... millones de personas sobrias y sensatas creen más allá de toda duda que esta mujer no come ni bebe.

Ella afirmaba que desde 1927 no había entrado nada en su boca salvo la eucaristía. También experimentaba los estigmas de la Pasión. Evans dijo que la Iglesia católica "nunca ha aceptado ni negado oficialmente sus afirmaciones como verdaderas".
En el libro La Segunda venida de Cristo, de Paramahansa Yogananda, se menciona que entre los santos cristianos que vivieron sin comer alimentos (y que también eran estigmatizados) están Santa Lidwina de Schiedam, la Beata Elisabeth de Rent, Santa Catalina de Siena, Dominica Lazarri, la Beata Ángela de Foligno y Louise Lateau (que vivió en el siglo XIX). San Nicolás de Flüe (el Hermano Klaus), un suizo, se abstuvo de ingerir alimentos durante 20 años. También menciona a la santa bengalí Giri Bala que en 1936 supuestamente había estado sin ingerir alimentos durante 56 años.

## Explicaciones yóguicas y científicas
Yogananda habló de Teresa Neumann en el libro La segunda venida de Cristo:

«Vivo de la luz de Dios». La santa estigmatizada vive de la energía cósmica que su voluntad extrae del éter, el sol, el aire y la conciencia cósmica de Cristo. Le pregunté con qué propósito se le había enseñado a vivir sin alimentos. «Con el propósito de demostrar que el hombre es Espíritu ―respondió ella― para demostrar que mediante el desarrollo espiritual, el hombre puede gradualmente aprender a sustentar su vida de la Luz Eterna y no de los alimentos».

En mayo de 2010 fue noticia mundial un yogui de 83 años que no comía ni bebía desde los 8 años. Fue sometido a vigilancia constante con cámaras en un hospital durante un mes. «Seguimos sin comprender cómo sobrevive sin orinar ni defecar. Este fenómeno es un misterio», declaró a la prensa Sudhir Shah, un neurólogo del equipo de unos 30 médicos que observaron al yogui en un hospital de Ahmedabad (oeste).
El Doctor George W. Crile, de Cleveland, en una reunión de médicos en Memphis el 17-5-1933 dijo:

Lo que comemos es radiación; nuestro alimento no es sino energía, una radiación que libera corrientes eléctricas para el circuito eléctrico del cuerpo y el sistema nervioso y que los alimentos toman de los rayos solares. Algún día los científicos descubrirán la manera en que los humanos podrán vivir directamente de la energía solar. La clorofila es la única sustancia conocida que posee el poder de actuar como una «trampa de sol» almacenando su energía. La energía la obtenemos de alimentos vegetales o de la carne de animales que se alimentan de plantas. Vivimos de la energía solar almacenada en plantas y animales por medio de la clorofila.